# Terence Jones
Terence „Terry“ Jones ist ein britischer Medizinphysiker.
Jones studierte Physik und Medizinische Physik (Health Physics) an der Universität Birmingham mit dem Masterabschluss 1964. Danach schloss er sich der Zyklotron Gruppe des Medical Research Council am Hammersmith Hospital in London an. Später war er dort Professor.
Nach einem Besuch der USA 1972, wo Michel Ter-Pogossian die ersten PET Scanner entwickelte, entwickelte er eine Methode, mit Hilfe von eingeatmetem radioaktivem Sauerstoff PET-Bilder des Gehirnstoffwechsels aufzunehmen. Das erste derartige Bild nahm er von seinem eigenen Gehirn auf. 1979 war er für die Installation eines der ersten PET Scanner in Großbritannien am Hammersmith Hospital verantwortlich. Einer seiner Mitarbeiter dort war der Neurowissenschaftler Richard Frackowiak.
1994 erhielt er den Ernst Jung-Preis.